# Автодорога A15 (Латвия)
А15 — государственная автомобильная дорога высшей категории в Латвии, часть Резекненской объездной дороги. Соединяет 
автодороги A12 и A13, является частью Европейских коммуникационных сетей (TEN-T).
Общая протяжённость дороги составляет 7,1 км. Среднесуточный объём движения (AADT) составил в 2020 году 1633 автомобиля в сутки. Дорога имеет асфальтобетонное покрытие. Текущее ограничение скорости составляет 90 км/ч.